# Puna (biogeografia)

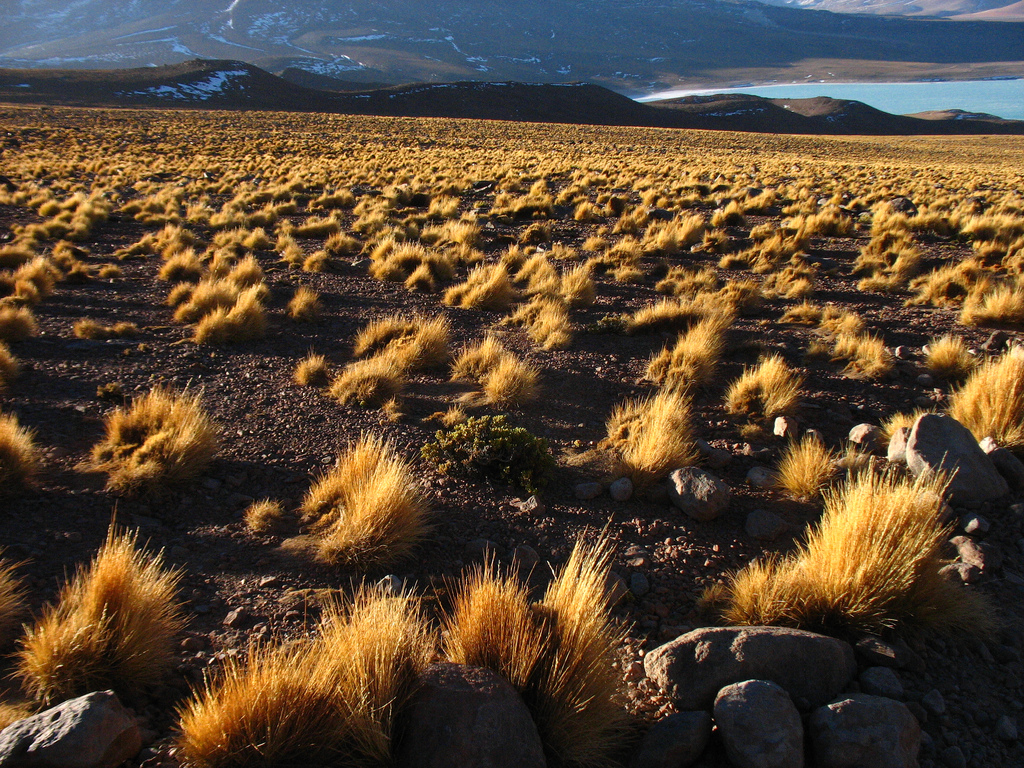
Puna w Potosí w Boliwii

Puna – wysokogórska formacja roślinna o suchym i chłodnym klimacie, występująca w Andach na wysokości 3200–6600 m n.p.m. od Peru przez Boliwię po Chile i Argentynę. Wykształca się na obszarze o powierzchni ok. 550 tys. km². Typową roślinnością są murawy kępkowe, podobne do stepów zbiorowiska traw oraz niskie, wrzosowiskopodobne zarośla. Puna na północy jest wilgotna, a na południu sucha i często pustynna. W obrębie formacji występują rozległe solniska zwane tu salarami, rzadko obecne są tu także słodkowodne mokradła i niskie, świetliste lasy.
Nazwa formacji pochodzi z języka keczua, w którym stanowić może derywat od czasownika „pu” oznaczającego 'piąć się/wchodzić/rosnąć' itp. z partykułą „na” oznaczającą 'rzecz do, miejsce do'. Oznacza tereny wysoko położone, nieurodzajne i zimne.

## Warunki kształtowania się

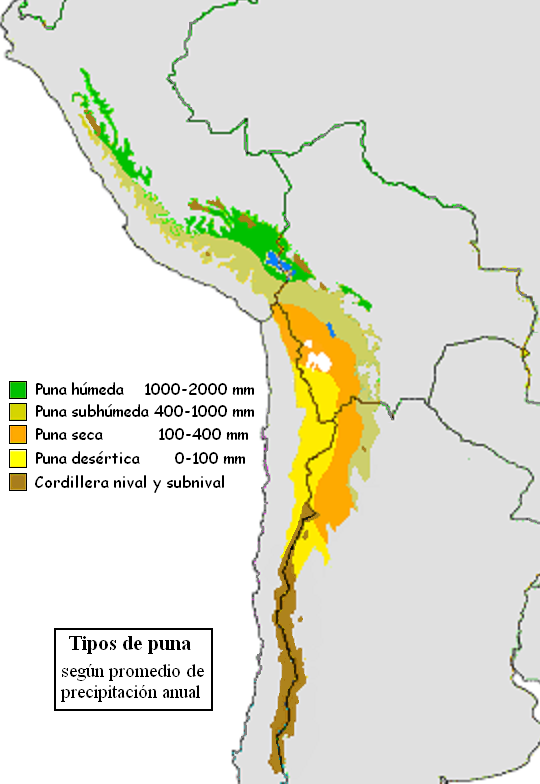
Zasięg i zróżnicowanie formacji puna

Formacja występuje w Andach powyżej rzędnej 3200–3400 m n.p.m. (lokalnie w suchych dolinach schodzi nawet do 3000 m n.p.m.), sięgając do 4500, a miejscami nawet 6600 m n.p.m. Dzieli się na: 
- wilgotną punę zajmującą ponad 110 tys. km² w Peru i Boliwii[6];
- punę pośrednią zajmującą ponad 140 tys. km² na południe od wilgotnej w pasie od Peru, przez Boliwię po Argentynę[3];
- punę suchą i pustynną zajmującą ponad 300 tys. km² jeszcze bardziej na południe, w Boliwii, Argentynie i Chile[7].

Formacja zajmuje rozległe obszary zwłaszcza na wyżynach śródgórskich (Altiplano). Panuje tu klimat chłodny, suchy i wietrzny. Temperatury średnioroczne wynoszą tu od 3 °C do 10 °C w zależności od wysokości i odległości od równika (rzadziej do 15 °C), przy czym bardzo rzadko spadają poniżej -10 °C, choć przymrozki poniżej 0 °C zdarzają się tu regularnie nocami od marca do października. Opady roczne wynoszą zwykle od 250 do 500 mm (w bardzo suchych obszarach od 100 mm, a w punie wilgotnej sięgają 700 mm). Śnieg pada tu rzadko, przy czym zdarza się to latem, w efekcie szybko się topi dając roślinom wilgoć. Zima jest okresem suchym. Relatywnie wyższe opady i wilgotność panują w północnej części zasięgu formacji, podczas gdy południowa jej część jest bardzo sucha. Ze względu na dużą wysokość występuje tu intensywne promieniowanie słoneczne i rozrzedzona atmosfera.
W kierunku północnym puna zastępowana jest przez paramo z pośrednią formacją jalca występującą w północnym Peru. Puna wilgotna od wschodu sąsiaduje z Montanią pokrytą selwą i płatami sawann, od zachodu z pustynią Sechura. Dalej na południu puna od zachodu sąsiaduje z mezofitycznymi zaroślami na stokach Andów i pustynią Atakama, a od wschodu z lasem tukumańsko-boliwijskim. Jeszcze dalej na południe puna przechodzi w stepy południowoandyjskie.

## Zróżnicowanie roślinności

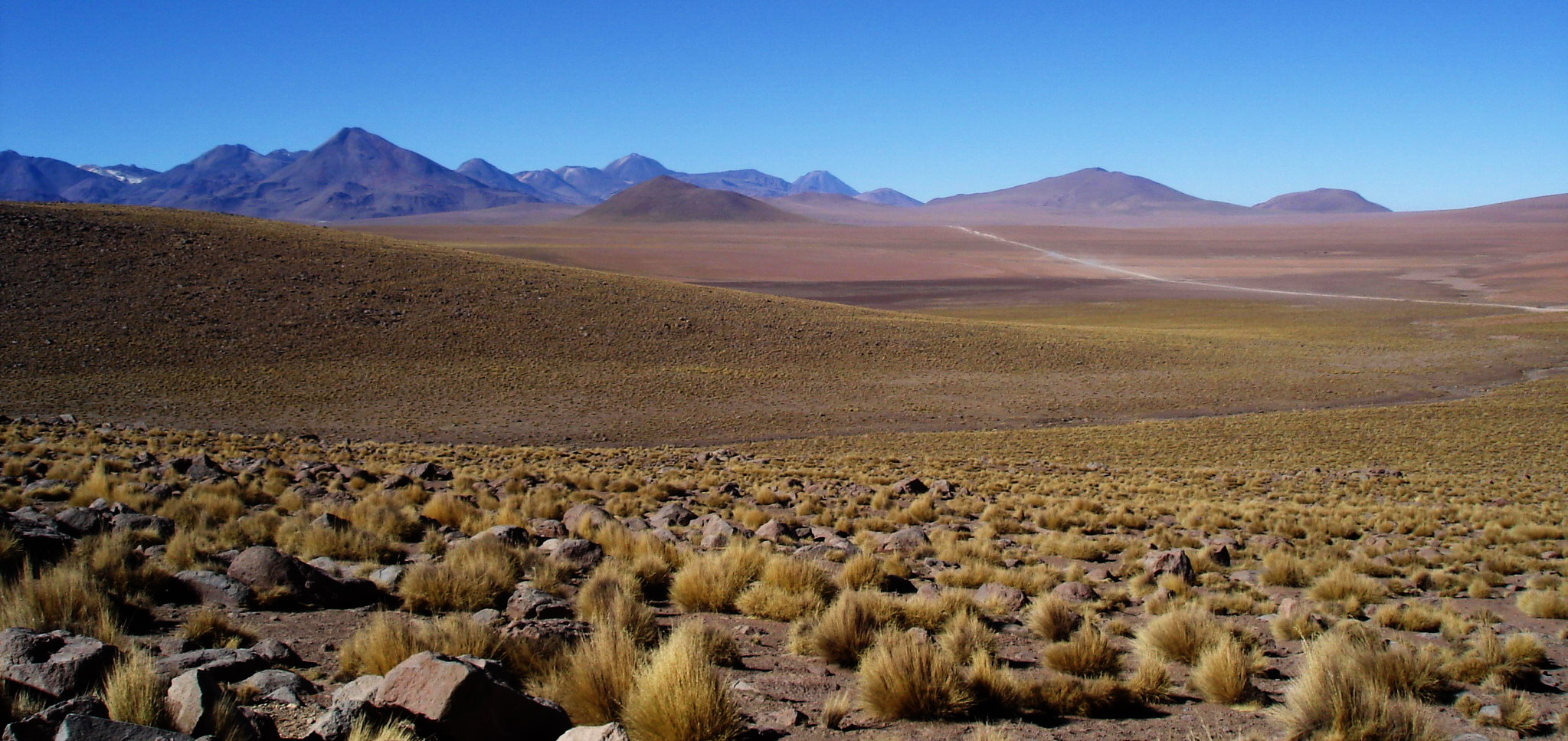
Sucha puna trawiasta w Chile

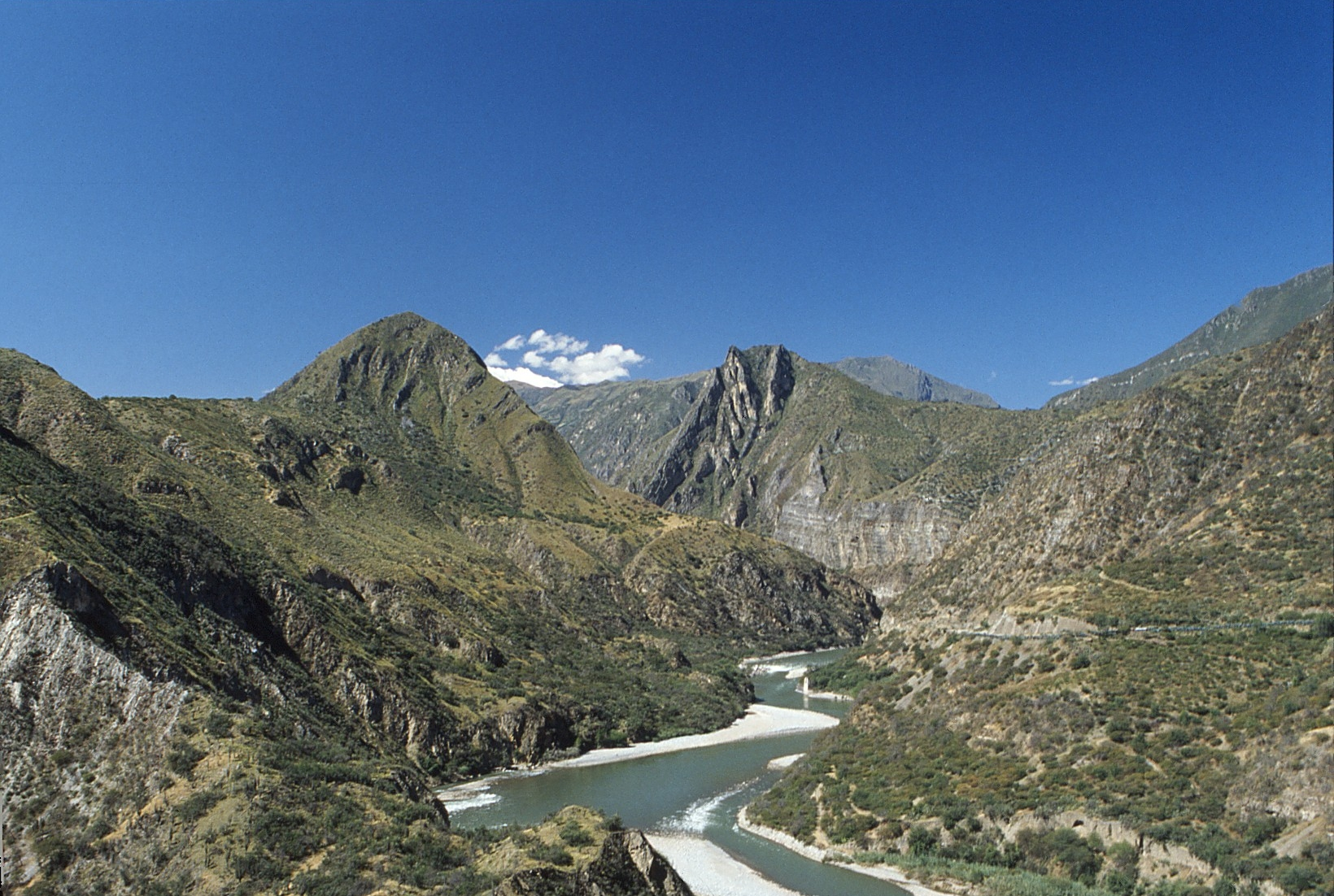
Puna zaroślowa w Peru

Roślinność w obrębie formacji tworzona jest przez zbiorowiska z dominacją traw, najczęściej o pokroju kępiastym, rzadziej tworzących ruń o charakterze łąkowym, i przypominającą stepy. Typowe dla formacji są także zarośla zwane tola tworzone przez niskie krzewy i krzewinki. Rozległe obszary w obrębie formacji zajmują też solniska, zwane tu salares. Występują tu poza tym półpustynie, wysokogórskie jeziora, a w niższych położeniach też słodkowodne mokradła z roślinami poduszkowymi i niskie, reliktowe lasy, głównie z Polylepis. Około 40 rodzajów roślin występujących na punie to endemity tej formacji.
W kępowych zbiorowiskach trawiastych dominują rośliny z rodzajów: trzcinnik Calamagrostis, kostrzewa Festuca i ostnica Stipa. W zbiorowiskach podobnych do łąk dominują Pannisetum chilense i Festuca scirpifolia. Częste są tu też trawy z rodzajów mietlica Agrostis i Paspalum, w punie wilgotnej miejscami też kortaderia Cortaderia i Chusquea. Wśród traw rozwijają się inne rośliny zielne, zwykle krótkotrwałe, częste są astrowate i miejscami kandelabrowe kaktusy. Do częściej spotykanych należą tu przedstawiciele rodzajów: azorella Azorella, Baccharis, marchew Daucus, głodek Draba, Echinopsis, goryczka Gentiana, bodziszek Geranium, łubin Lupinus, Nototriche, Plettekea, kozłek Valeriana, Werneria, rzeżucha Cardamine, Lysipomia, piaskowiec Arenaria, rogownica Cerstium, acena Acaena, przywrotnik Alchemilla, pięciornik Potentilla, przytulia Galium i pantofelnik Calceolaria.
Na wyższych wysokościach dominują trawy: Festuca dolichopylla, Stipa ichu, trzcinniki Calamagrostis oraz nisko rosnące rośliny zielne i krzewinki, ścielące się po ziemi lub z liśćmi rozetowymi.
W suchej punie trawom towarzyszą kseromorficzne niskie krzewy z rodzajów Adesmia, Baccharis, Fabiana i starzec Senecio.
Zbiorowiska zaroślowe w obrębie formacji, zwane tola/tolares, tworzone są przez krzewy i krzewinki aromatyczne, żywiczne, z twardymi, drobnymi lub igłowatymi liśćmi. Dominują rośliny z rodzajów: Lepidophyllum, Baccharis i z tzw. grupy Satureja. Nazwę zawdzięczają krzewowi zwanemu tola – Parastrephia lepidophylla. Niskie krzewy Margyricarpus tworzą zbiorowiska zwane cangllares, skupienia Azorella yarita zwane są yaretales, a pui Raimondiego Puya raimondii – rodales. Reliktowe, niskie lasy tworzą głównie rośliny z rodzaju Polylepis, miejscami też twardziczka Escallonia i budleja Buddleja. Na stokach wulkanu Sajama występują unikatowe lasy na wysokości aż 5000 m n.p.m. z Polylepis tomentella i P. tarapacana.

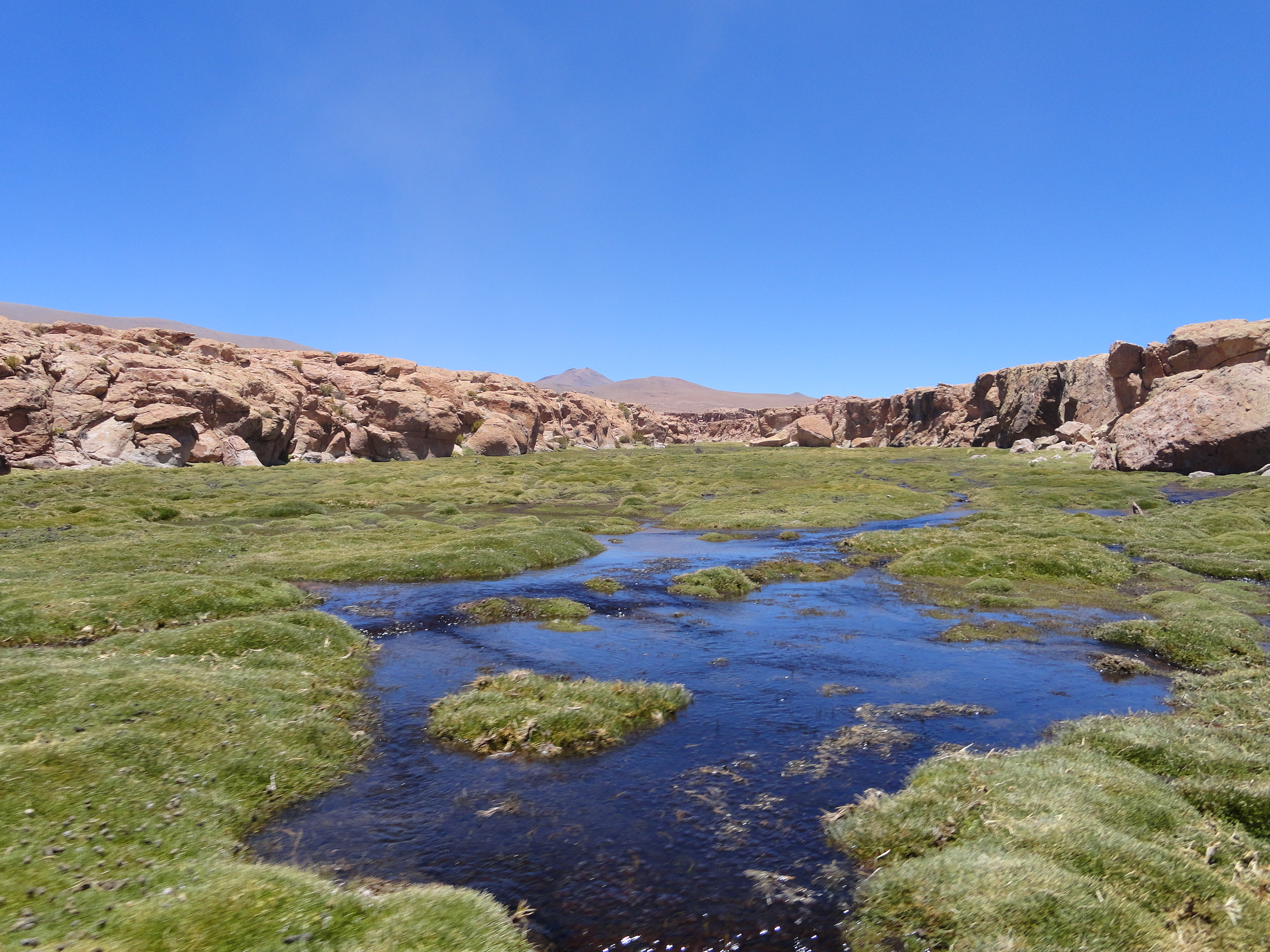
Torfowisko (bofedal) w Boliwii

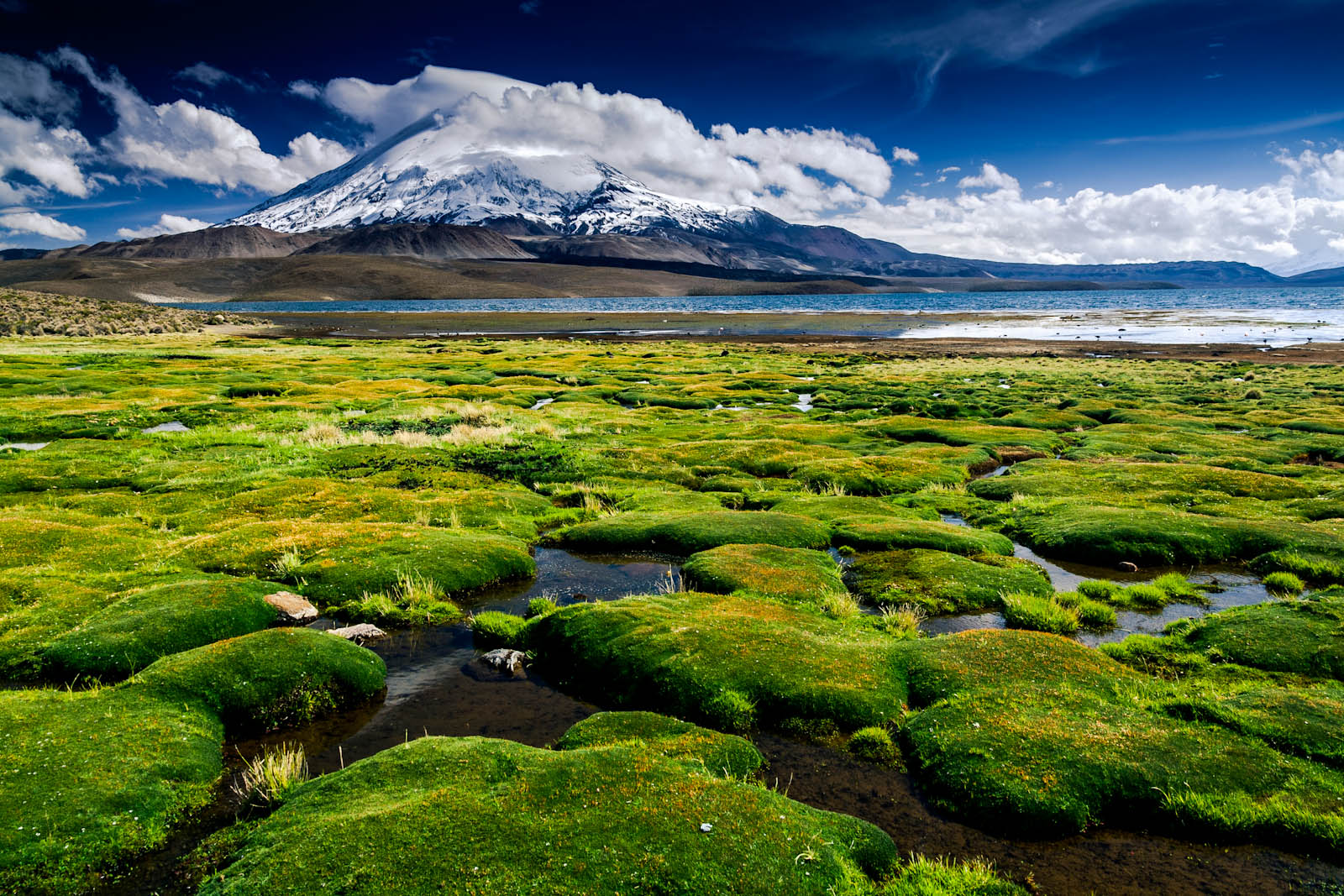
Torfowisko z roślinami poduszkowymi na brzegu jeziora Chungara

Mokradła z roślinami poduszkowymi w obrębie formacji puna tworzą się na niższych wysokościach, zwykle ok. 4000 m n.p.m. i mniej. Dominują na nich Oxychloe andina, Patosia clandestina, Plantago rigida, rośliny z rodzajów: Oreobolus, sit Juncus, turzyca Carex, sitowie Scirpus, goryczka Gentiana, poryblin Isoetes, ouryzja Ourisia, Hypsela, Lilaeopsis.
Na solniskach, zwłaszcza na obrzeżach salarów występują zbiorowiska halofitów z udziałem takich rodzajów i gatunków jak: Anthobryum, Atriplex atacamensis, Distichlis humilis, Muhlenbergia fastigiata, Parastrephia lucida, Salicornia pulvinata, Senecio clivicola, Suaeda foliosa, Tessaria absinthioides, świbka morska Triglochin maritima.

Puya raimondii
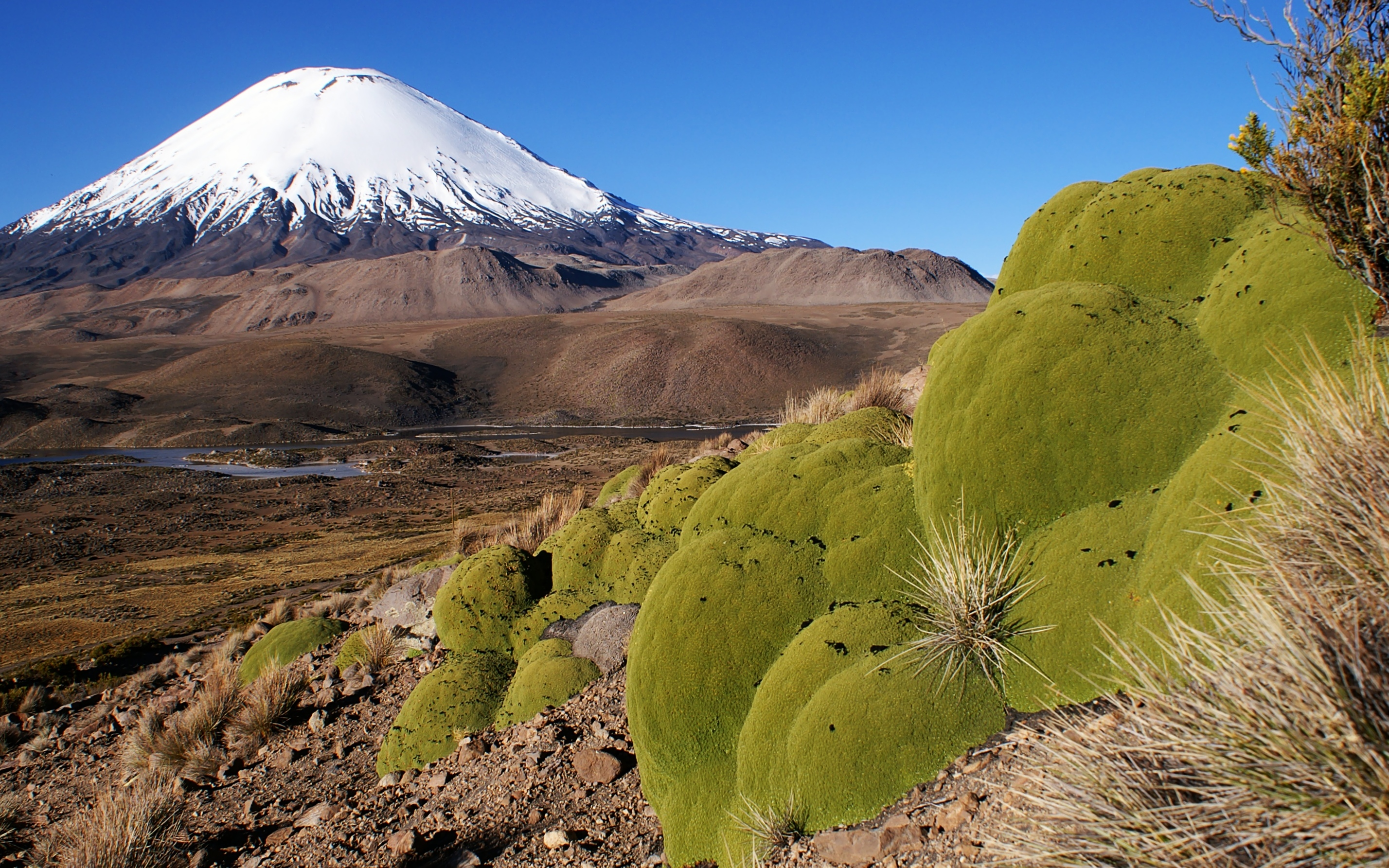
Azorella compacta
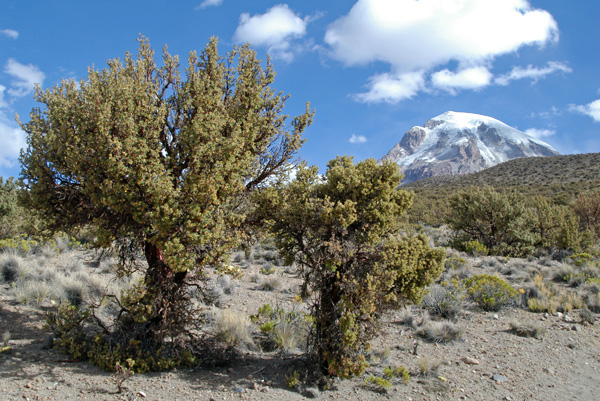
Polylepis regulosa

## Fauna
Występujące tu zwierzęta roślinożerne, jak wikunia andyjska i gwanako andyjskie, ze względu na panujące niskie temperatury i rozrzedzenie powietrza, cechują się bardzo gęstą sierścią i specyficzną budową układu sercowo-naczyniowego. Formacja wyróżnia się bogactwem i specyfiką fauny gryzoni, m.in. występuje tu szynszyla krótkoogonowa Chinchilla chinchilla, do endemitów należy punowiec zachodni Punomys lemminus. Na bardzo suchych obszarach jedynymi kręgowcami są tu często tylko gryzonie i jaszczurki, żyjące zwykle w głębokich norach. Do endemitów formacji należy też ptak – nandu plamiste Pterocnemia pennata. Do zagrożonych gatunków ptaków należą: trzęsiogon grubodzioby Cinclodes aricomae, prostodziobek rdzawobrewy Conirostrum tamarugense, flaming krótkodzioby Phoenicopterus jamesi i łyska wielka Fulica gigantea. Drapieżnikami na punie są puma Felis concolor i nibylis pampasowy Lycalopex gymnocercus.